# Algonquins provinspark
Algonquins provinspark, eller Algonquin Provincial Park, är den äldsta och största provinsparken i Ontario, i Kanada. Den ligger i södra Ontario och är drygt 7650 kvadratkilometer stor. Parken anlades 1893 efter krav från skogsavverkningsföretag som ville ha ett reservat för vilda djur, för att säkra tillgången på jakt. Ungefär 20 procent av provinsparken åtnjuter dessutom skydd mot skogsavverkning.
Dess storlek och närheten till större städer, som  Toronto och Ottawa gör Algonquins provinspark till en av landets populäraste och mest besökta provinsparker.

## Floder
Inom provinsparken finns drygt 2400 sjöar och 1200 kilometer strömmande vatten. Parken innehåller följande floder, vars källflöden den skyddar:
- Amable du Fond River
- Barron River
- Bonnechere River
- Gull River
- Madawaska River
- Magnetawan River
- Muskoka River
- Petawawa River
- York River

## Flora och fauna
Inom Algonquins provinspark har vid inventeringar hittats: 53 däggdjursarter, 272 fågelarter, 31 arter av kräldjur och groddjur, 54 fiskarter, ungefär 7000 insektsarter, drygt 1000 växter och drygt 1000 svamparter.

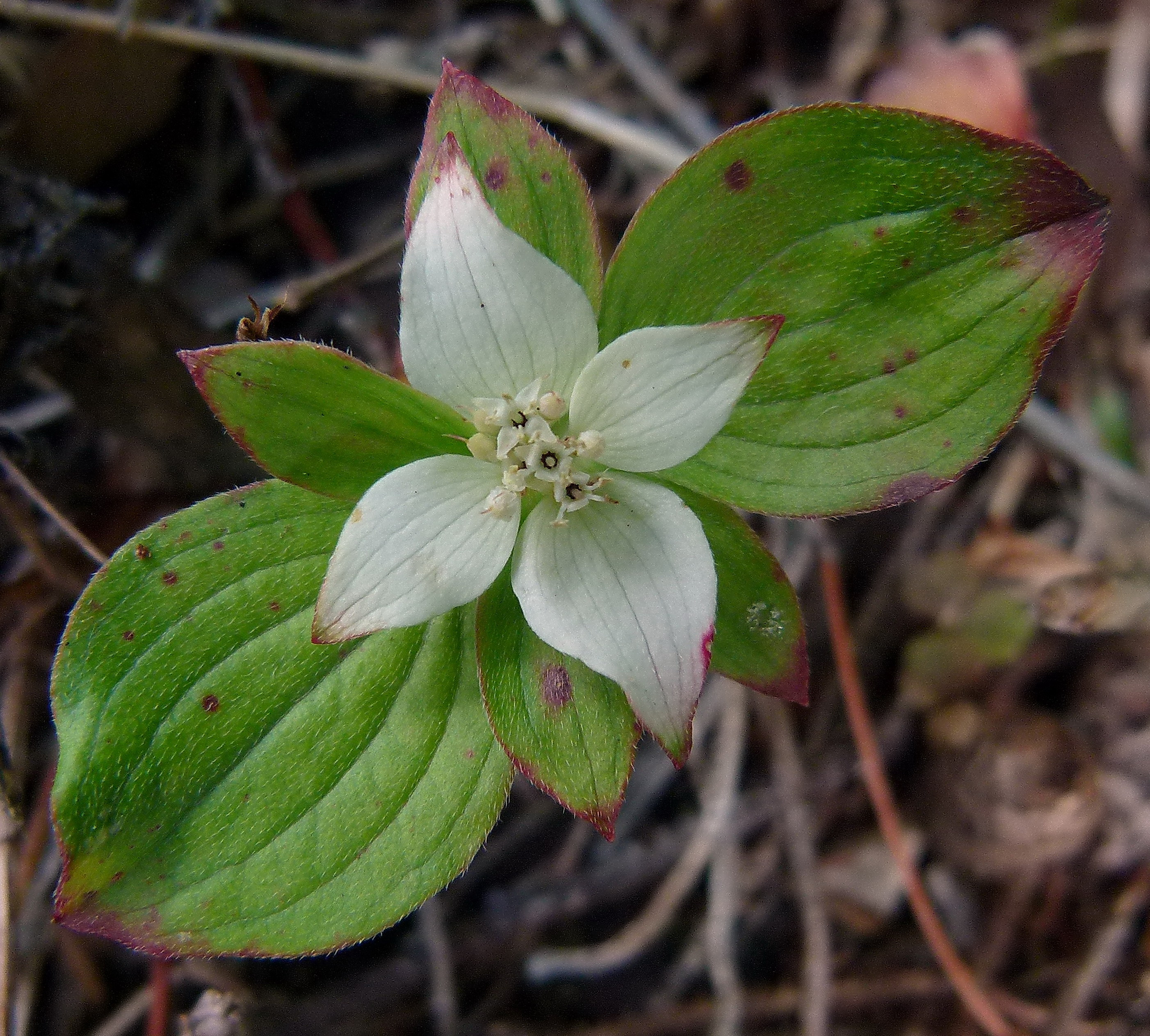
Amerikanskt hönsbär (Cornus canadensis).
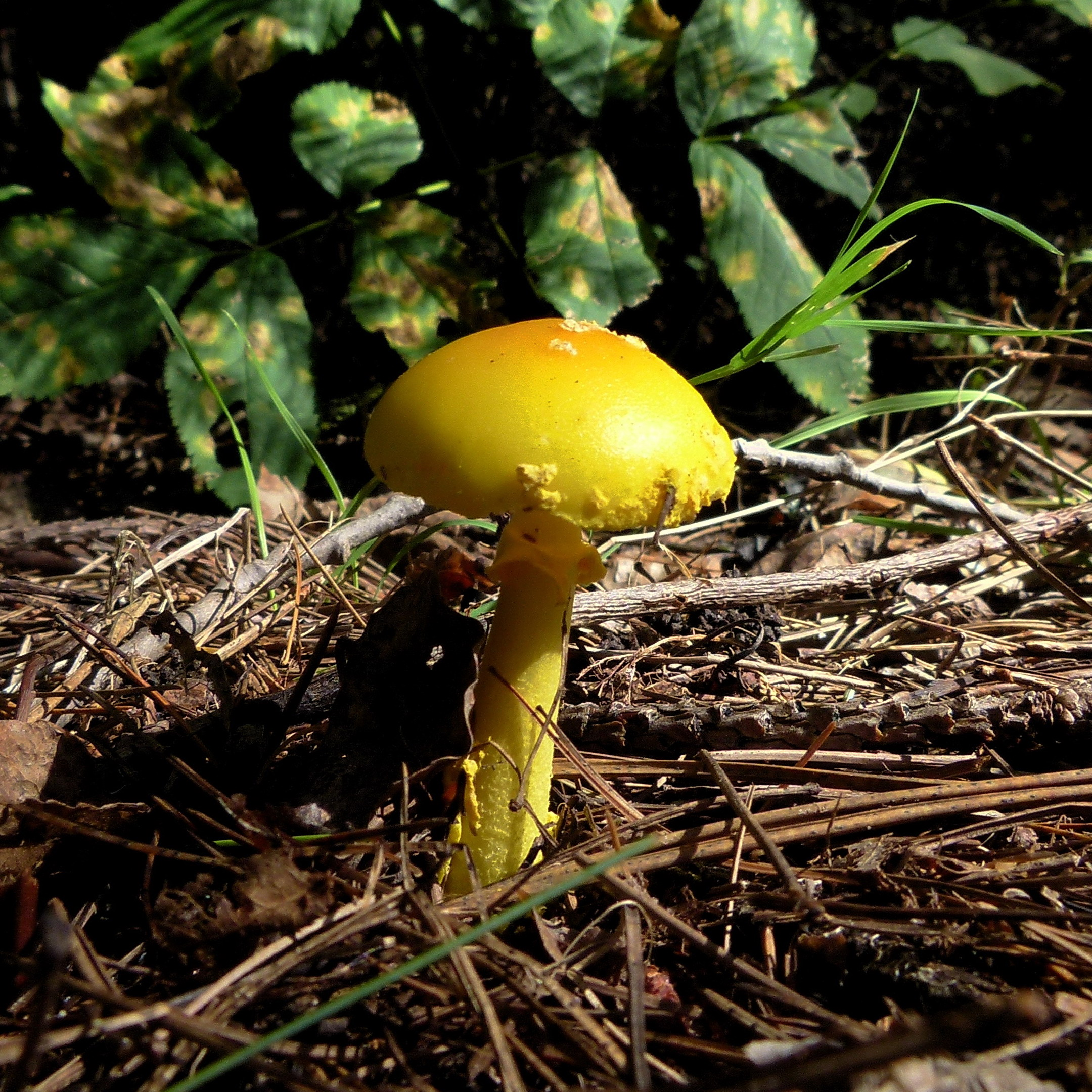
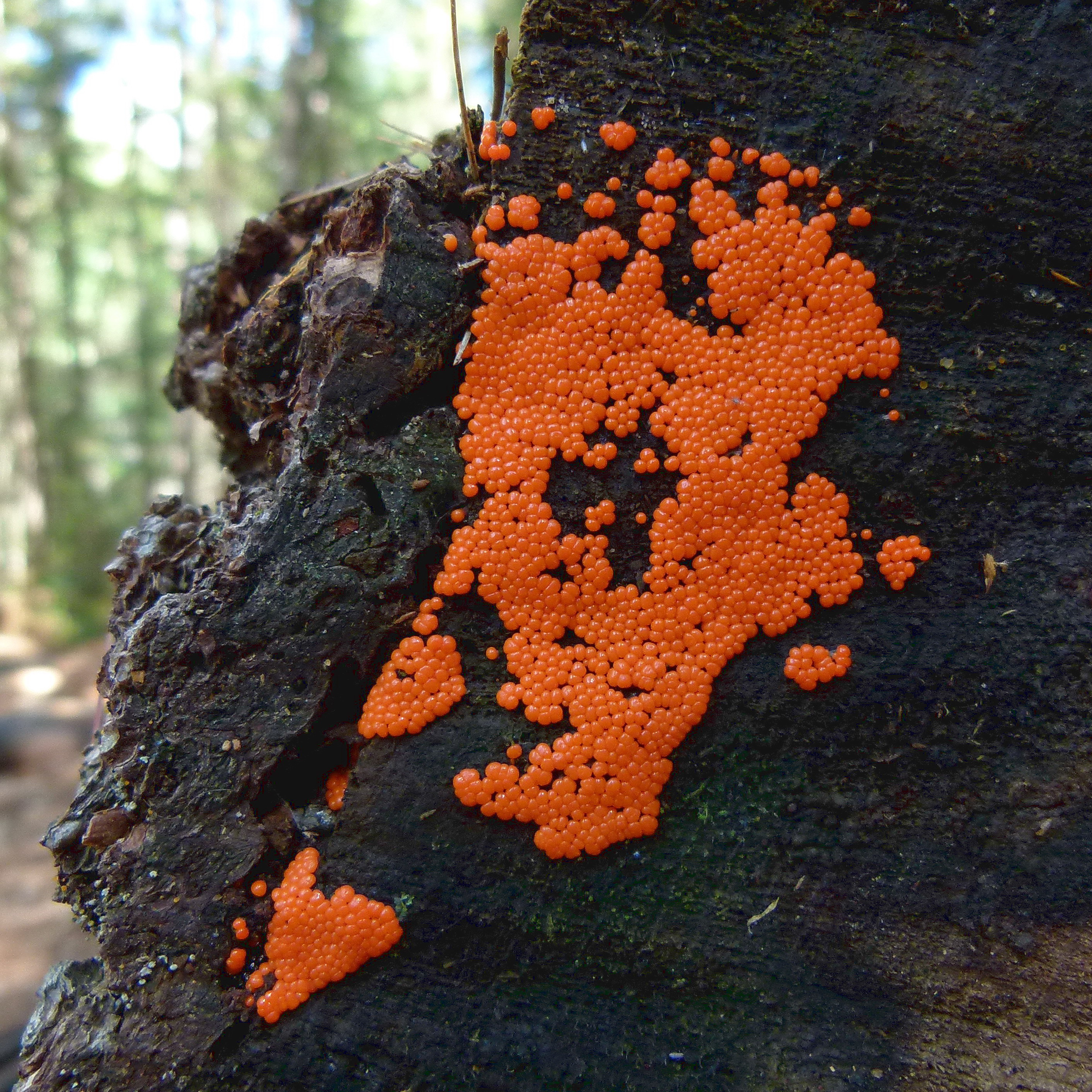
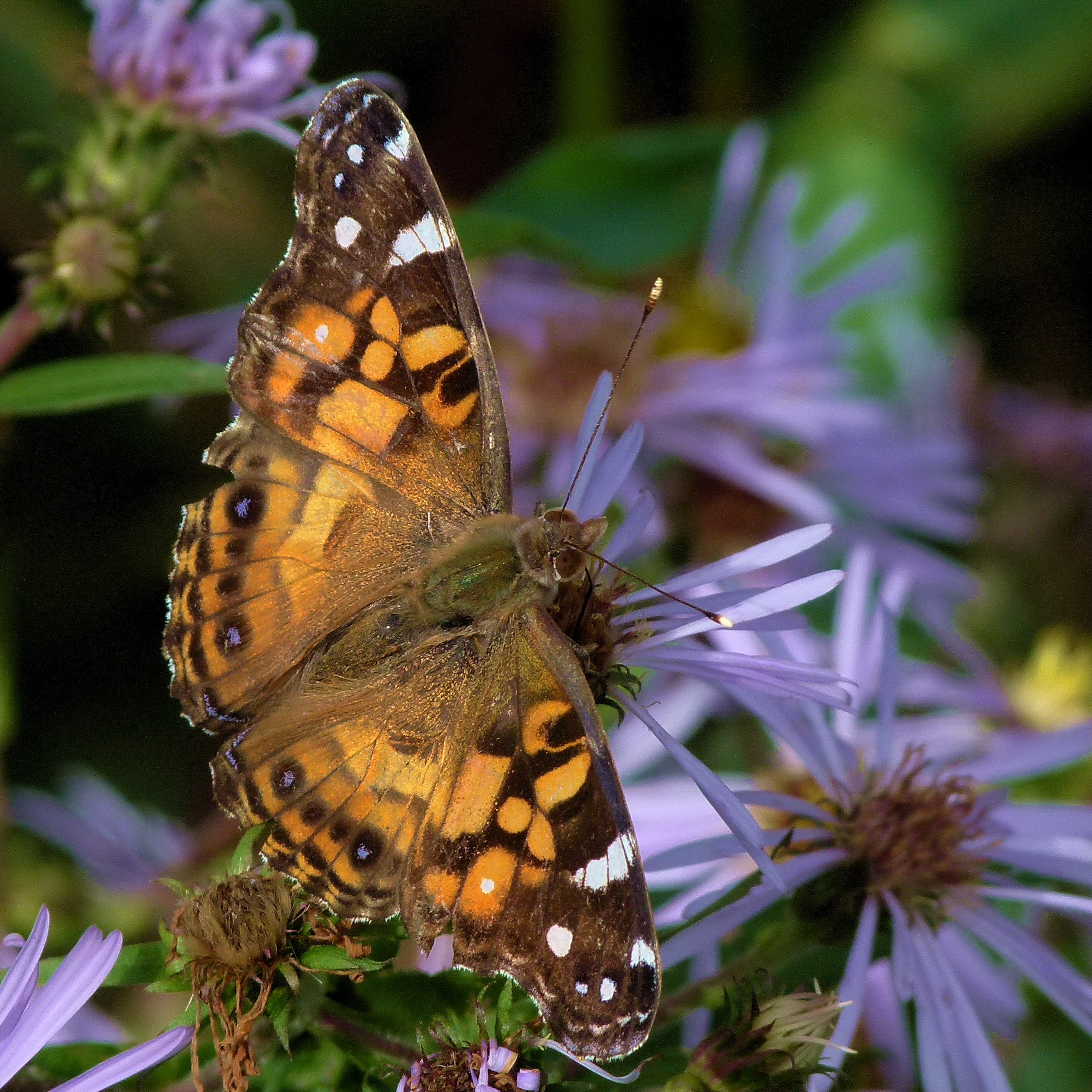
Vanessa virginiensis, en nordamerikansk art i släktet Vanessa.
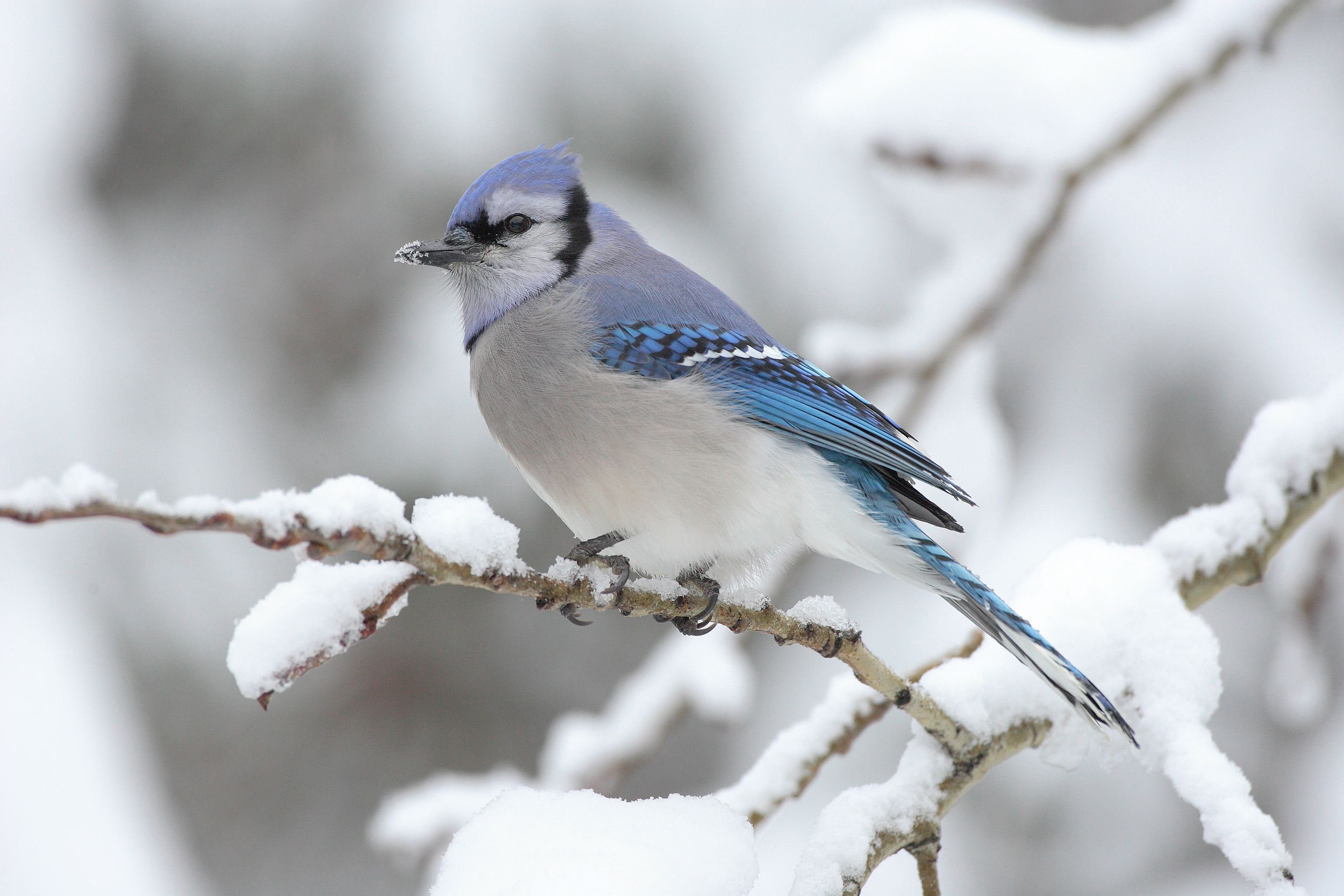
Blåskrika, (Cyanocitta cristata).